# 细枝杜鹃
细枝杜鹃（学名：Rhododendron amandum）为杜鹃花科杜鹃花属下的一个种。

## 扩展阅读
- 維基物種上的相關：细枝杜鹃